# Арче
Арче (итал. Arce) — город в Италии, расположен в регионе Лацио, подчинён административному центру Фрозиноне (провинция).
Население составляет 5976 человек (на 31.12.2004 г.), плотность населения составляет 155 чел./км². Занимает площадь 39,5 км². Почтовый индекс — 3032. Телефонный код — 00776.
Покровителем города почитается Элевтерий из Арче (Sant Eleuterio), празднование 29 мая.